# 世博园站 (青岛市)
世博园站，位于中华人民共和国山东省青岛市崂山区松岭路与世园大道交叉口南侧，是青岛地铁11号线的地铁车站，未来在2号线东延段完工后将成为两线换乘站。
本站因青岛世界园艺博览园得名。虽然目前是距离世博园最近的车站，但未来2号线东延段完工后，最近的车站将会是龙川路站。

## 车站结构
车站一层为站厅。二层为11号线站台，呈东北-西南走向，位于松岭路西侧。

### 出入口
- ：长水路
- ：松岭路

## 车站周边
- 青岛世界园艺博览园（2014年青岛世界园艺博览会主会场）
- 崂山区北宅街道办事处
- 东陈水库

## 历史
- 该站于2014年后开始建设，站体与站内装修均由中铁二十局四公司承建[2]。
- 2018年4月13日-15日，青岛地铁11号线开放试乘，期间凭11号线试乘票可在青岛世博园购买半价优惠门票[3]。
- 2018年4月23日，青岛地铁11号线正式通车[4]。